# Университет Сан-Карлос
Университет Сан-Карлос (USAC) — самый большой и старейший университет Гватемалы, четвёртый университет, основанный в Америке.
Главный кампус располагается в Университетском городке, зоне 12 города Гватемала. Университет имеет филиалы в каждом из регионов страны.

## Подразделения
На данный момент Университет имеет 33 академических подразделения:
- 10 факультетов;
- 8 школ;
- 15 региональных центров;
- 1 Технологический институт высшего образования;
- 1 Департамент технологического обмену.

### Факультеты
- Инженерный
- Агротехнологий
- Медицинский
- Экономический
- Юридических и социальных наук
- Архитектурный
- Биологический и фармакологический
- Гуманитарный (недоступная ссылка)
- Ветеринарный и зоотехнический
- Одонтологический

### Школы
- Физико-математическая
- Лингвистическая
- Политическая
- Коммуникаций
- Психологических наук
- Педагогическая (EFPEM)
- Историческая
- Социального труда
- Высшая школа искусств

## Известные выпускники

### Деятели искусства
- Мигель Анхель Астуриас — лауреат Нобелевской премии по литературе (1967 года).
- Рикардо Архона — музыкант, обладатель двух премий Грэмми.
- Исмаэль Серна — гватемальский поэт.

## Галерея

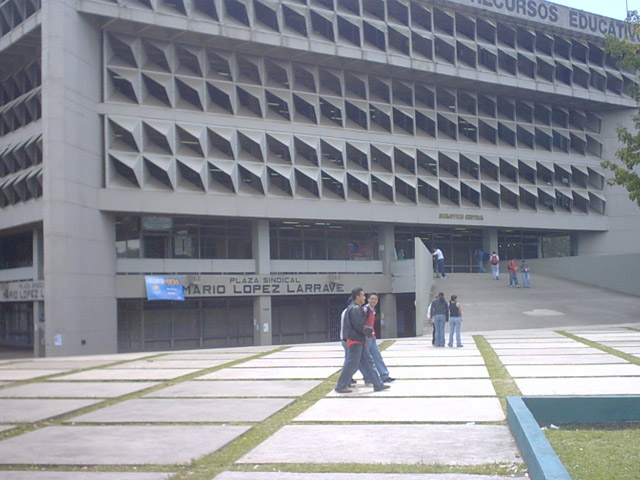
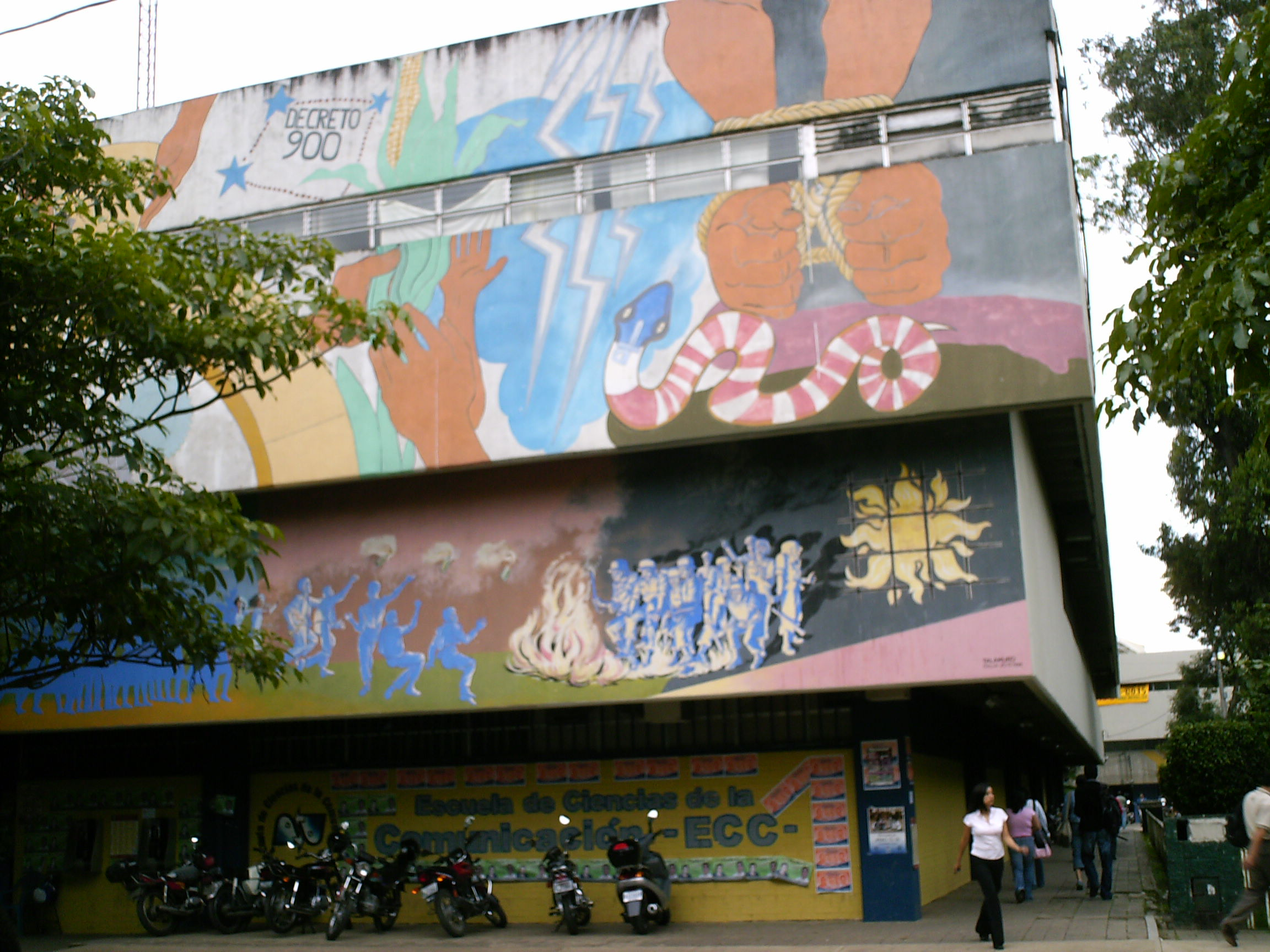
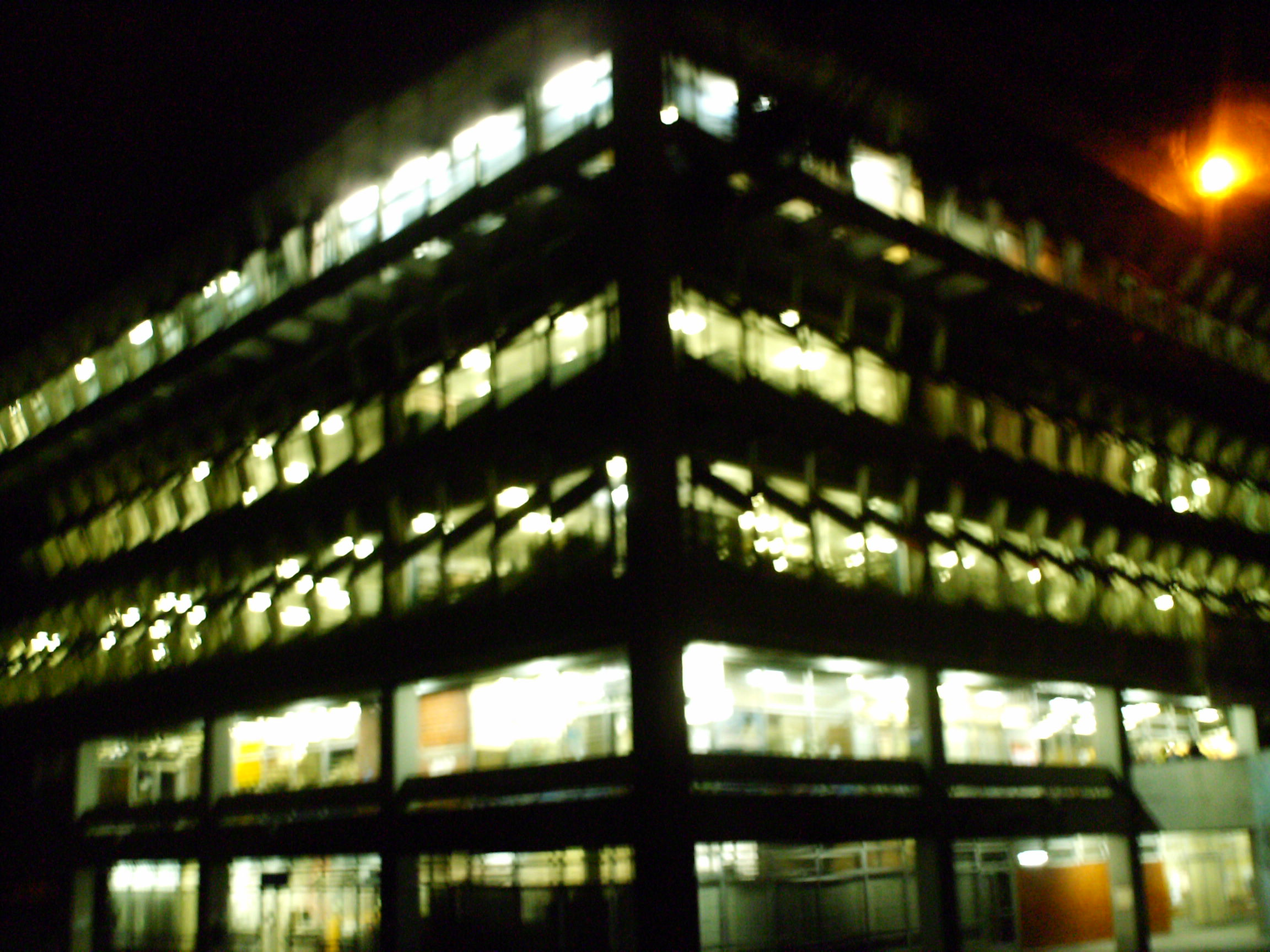
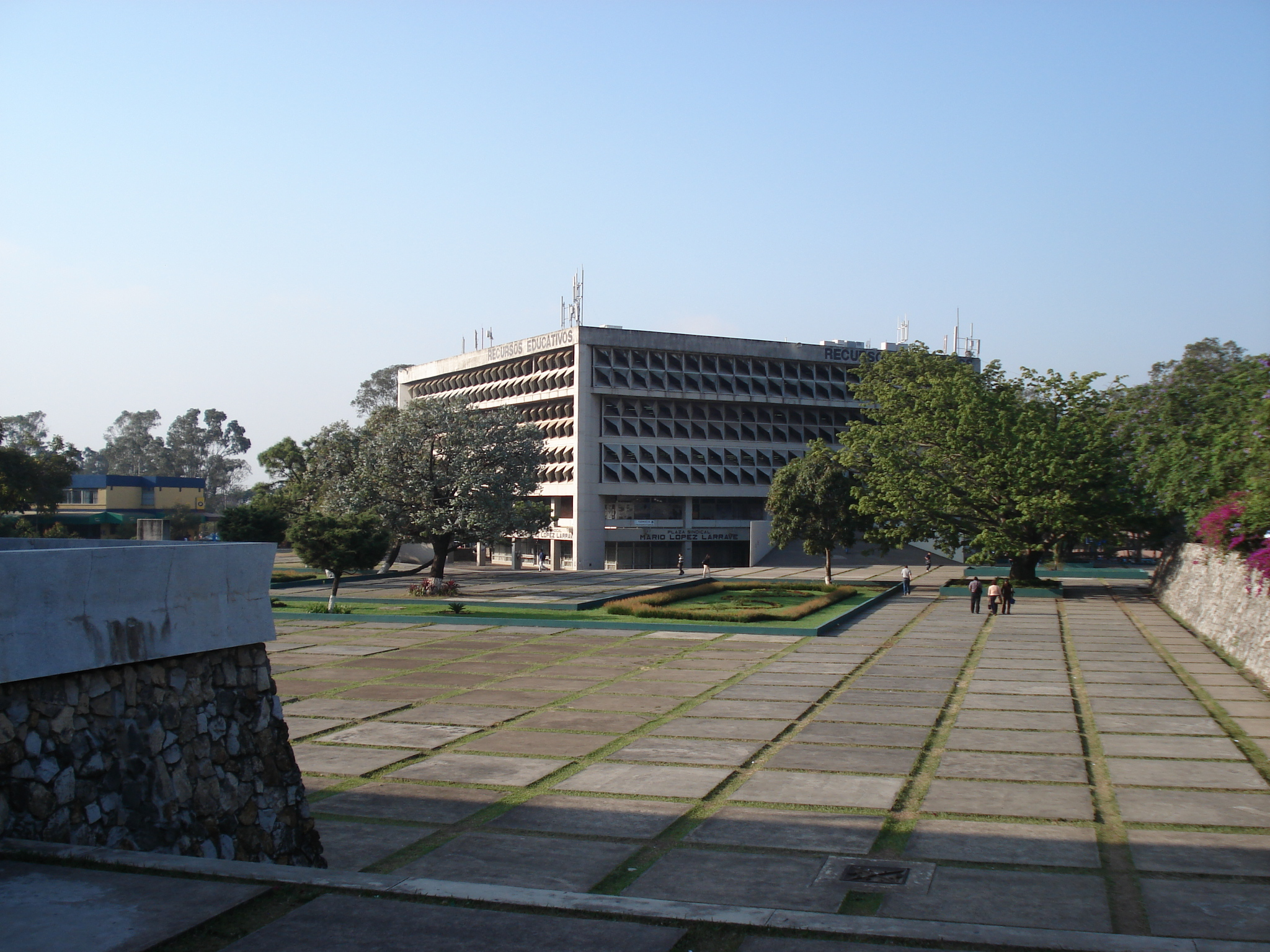
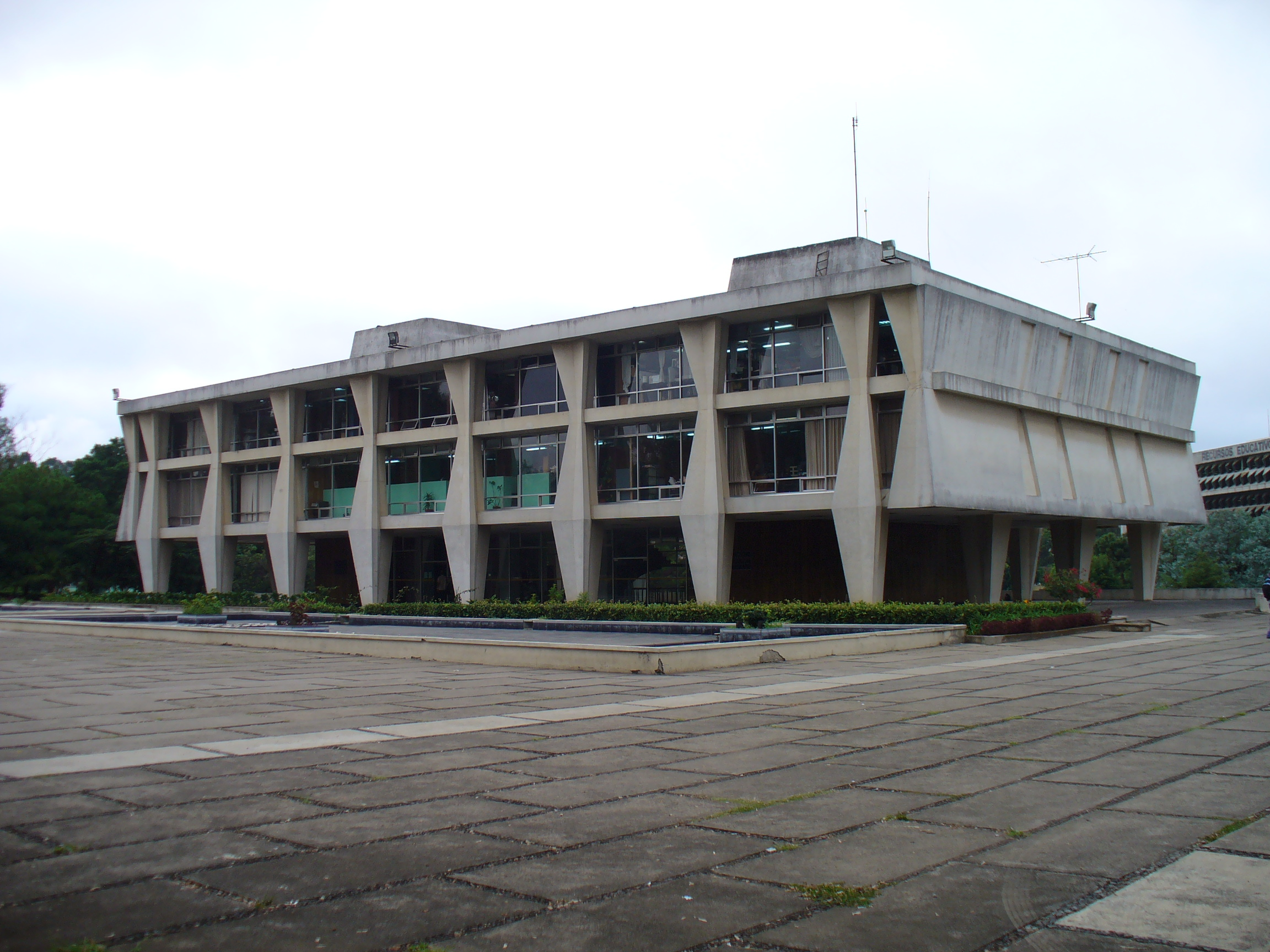

### Главы государств

#### Гватемала
- Педро де Айсинена-и-Пиньоль
- Марко Сересо Аревало
- Альваро Колом
- Алехандро Мальдонадо Агирре
- Мануэль Эстрада Кабрера
- Хосе Мариа Рейна Андраде
- Хафет Кабрера
- Алехандро Мальдонадо Агирре
- Мариано Ривера Пас

#### Гондурас
- Луис Богран
- Франсиско Богран
- Хуан Линдо
- Роберто Суасо Кордова
- Мигель Эусебио Бустаманте
- Хосе Хусто де Эррера
- Мигель Пас Бараона
- Марко Аурелио Сото

#### Коста-Рика
- Анисето Эскивель
- Просперо Фернандес Ореамуно
- Хесус Хименес Самора

#### Никарагуа
- Мануэль Антонио де ла Серда

#### Сальвадор
- Антонио Хосе Каньяс Кинтанилья
- Хосе Матиас Дельгадо
- Франсиско Диас Дуэньяс
- Хуан Хосе Гусман